# Šelešovice
Šelešovice är en ort i Tjeckien.   Den ligger i regionen Zlín, i den östra delen av landet, 230 km öster om huvudstaden Prag. Šelešovice ligger 210 meter över havet och antalet invånare är 308.
Terrängen runt Šelešovice är huvudsakligen platt, men söderut är den kuperad. Runt Šelešovice är det ganska tätbefolkat, med 104 invånare per kvadratkilometer. Närmaste större samhälle är Kroměříž, 5,3 km nordost om Šelešovice. Trakten runt Šelešovice består till största delen av jordbruksmark.